# Årets optimister
Årets Optimister er en dansk prisuddeling, der blev etableret i 2016 med formålet at anerkende personer og initiativer, som har bidraget positivt til samfundet gennem handlinger eller formidling præget af optimisme. Prisen uddeles årligt i flere kategorier af en uafhængig komité.

## Formål
Prisuddelingen har til formål at fremhæve den betydning, en positiv tilgang kan have i samfundsmæssig sammenhæng. Ifølge arrangørerne er optimismen tænkt som en drivkraft for engagement, trivsel og fællesskab.

## Kategorier
Priserne uddeles i følgende kategorier:
- Årets Optimist (hovedprisen)
- Æresprisen
- Sport
- Kultur
- Erhverv
- Inspiration
- Publikumsprisen
- Børn og unge

## Prisvindere

### 2024
Ved prisuddelingen i 2024 blev følgende personer og organisationer hædret:
- Årets Optimist: Melvin Kakooza – for sin rolle som komiker og offentlig figur, der spreder glæde og livssyn.[3]
- Æresprisen: Søren Østergaard – anerkendt for sin mangeårige indsats inden for dansk underholdning og humor.[4]
- Sport: Cathrine Laudrup-Dufour – for sine sportslige præstationer og rolle som forbillede.[5]
- Kultur: Johnny Hansen (Kandis) – for sin betydning for dansk musikliv.
- Erhverv: Brian Mikkelsen – for sit arbejde med at fremme danske virksomheders vilkår gennem Dansk Erhverv.
- Inspiration: Malin Palmer / Læger uden Grænser – for deres humanitære indsats under internationale kriser.[6]
- Publikumsprisen: Trine Ravnkilde – for sit engagement i digital iværksætteri.[7]
- Børn og Unge: Søren Bach / Kids Aid – for at støtte børn gennem velgørenhed og events.[8][9]

### 2023
Ved prisuddelingen i 2023 blev følgende personer og organisationer hædret:
- Årets Optimist: Medina – for sin åbenhed og styrke i mødet med psykiske udfordringer.[10]
- Æresprisen: B.S. Christiansen – for sit mangeårige arbejde med ledelse, personlig udvikling og mentalt overskud.[11]
- Sport: Rosa Pedersen – for sin dedikation og indsats i parasporten.
- Kultur: Eske Willerslev – for sit virke som forsker og brobygger mellem videnskab og offentlighed.
- Erhverv: Susanne Mørch Koch – for sit lederskab og arbejde med bæredygtighed og innovation.
- Inspiration: Daniel Rye – for at dele sin personlige historie og fremme håb og overlevelse.
- Publikumsprisen: Vickie Isabella Westen og Patrick Simiglai – for deres positive indflydelse via sociale medier.
- Børn og Unge: Anna Bjerre / GirlTalk – for at give unge piger en stemme og et sted at søge hjælp.[12]

En komplet oversigt over prisvindere findes på den officielle hjemmeside.

## Optimistkomitéen
Udvælgelsen af prismodtagere foretages af en komité sammensat af profiler fra dansk kultur-, medie-, sport- og erhvervsliv. Komitéen vurderer kandidaterne ud fra deres evne til at inspirere gennem handlinger og holdninger, der fremmer optimisme og positiv forandring.
I 2024 bestod komitéen af:
- Ole Henriksen – erhvervsmand og skønhedsekspert
- Camilla Andersen – tidligere håndboldspiller
- Anders Bircow – skuespiller og komiker
- Kenneth Plummer – tidligere DR-generaldirektør
- Dalia Rantzau Mathiasen – organisationsleder[14]
- Henrik Mathiasen – initiativtager til prisen og foredragsholder[15]

## Velgørenhed
Overskuddet fra Årets Optimister doneres hvert år til velgørende organisationer og initiativer, som arbejder for at skabe trivsel og støtte til udsatte grupper i Danmark.
Checken går typisk til dem, der er blevet kåret til Årets Optimist året før i kategorien Børn og Unge.
Undtagen i 2022 hvor Poul Nyrup Rasmussen året før var kåret som den overordnede Årets Optimist for sit arbejde med udsatte unge gennem Headspace
Modtagere af donationer fra prisuddelingen har været:
- 2017: Gadens Børn[17]
- 2018: Fit for Kids[18]
- 2019: LykkeLiga[19]
- 2020: Aflyst grundet COVID-19-pandemien
- 2021: Lege Heltene[20]
- 2022: Headspace[16]
- 2023: SmilFonden[21]
- 2024: GirlTalk[22]